# Wynne Edwin Baxter
Wynne Edwin Baxter  (født 1. maj 1844, død 1. oktober 1920) var en engelsk advokat, oversætter, antikvar og botaniker, men han er bedst kendt som den retsmediciner som har ledet den retsmedicinske undersøgelse af de fleste af ofrene i forbindelse med Whitechapelmordene af 1888-1891, herunder tre af ofrene for Jack the Ripper i 1888, samt på Joseph Merrick,  "Elefantmanden".